# Saturn AL-41

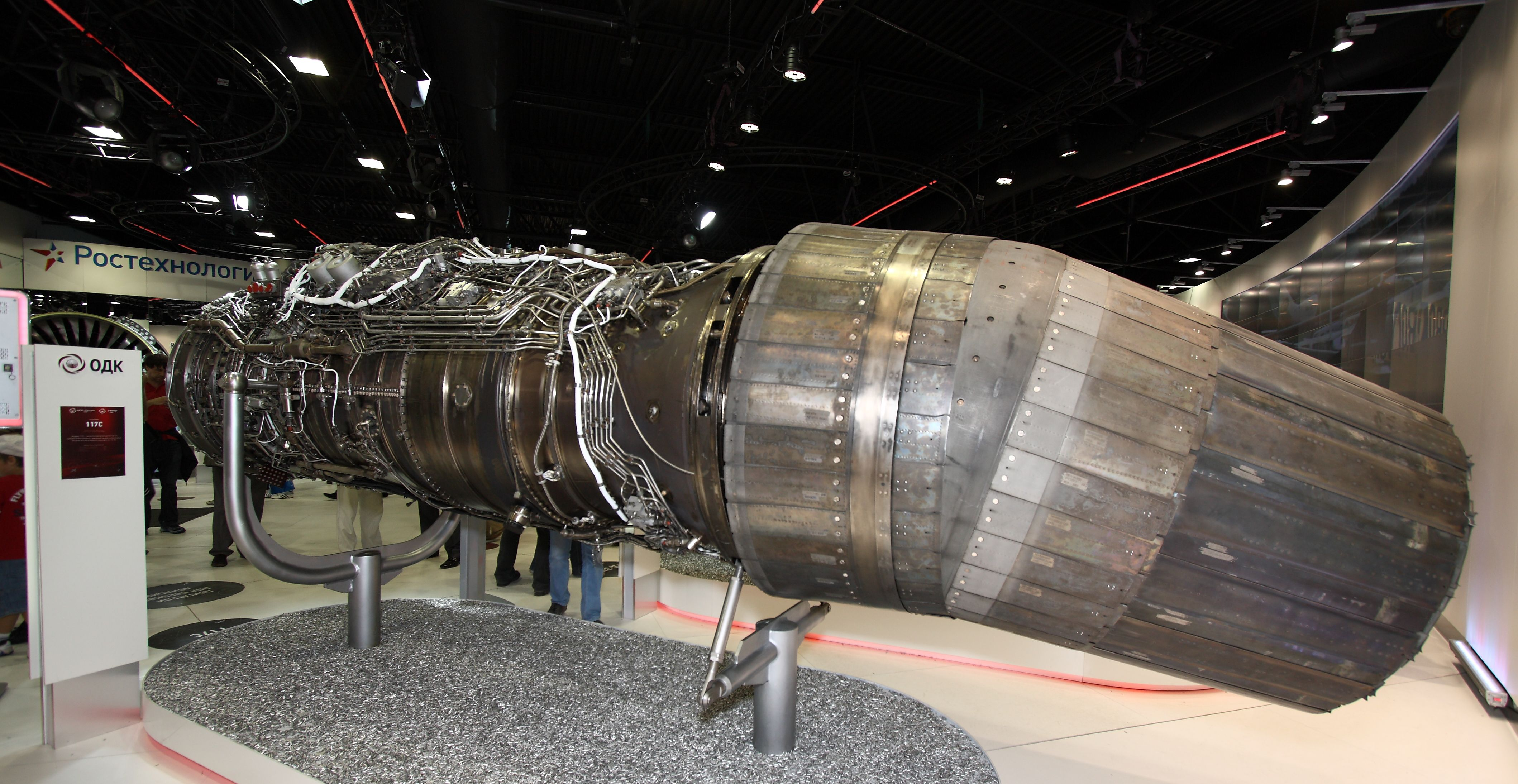
Saturn AL-41F1

Das Saturn AL-41F ist ein Mantelstromtriebwerk des russischen Triebwerksherstellers NPO Saturn. Das ursprünglich noch in der Sowjetunion von Ljulka entworfene Triebwerk wurde bisher nur bei der MiG 1.44 verwendet.
Das Saturn 117S-Triebwerk trägt teilweise auch die Kennung AL-41FA1. Trotz der ähnlichen Bezeichnung handelt es sich dabei nicht um eine Weiterentwicklung des AL-41F.

## Entwicklung
Die Entwicklung des AL-41F begann 1985. Ziel war es ein modernes Triebwerk für Jagdflugzeuge zu entwickeln, welches eine Schubkraft von über 200 kN erreichen sollte. Allerdings wurde schnell klar, dass solch ein Triebwerk viel zu groß werden würde. Da auch der Treibstoffverbrauch viel zu hoch werden würde, reduzierte man daraufhin die Anforderungen. Der erste Prototyp wurde 1990 in einen Tu-16-Bomber eingebaut, womit mehrere Testflüge durchgeführt wurden. Es wurde versucht, die Geometrie des AL-31F beizubehalten, um den Einbau in die Su-27 zu ermöglichen. Dies ist aber nie geschehen. Stattdessen wurde das AL-41F für das „MFI-Programm“ ausgewählt und in die MiG 1.44 eingebaut, wobei es sich gegen eine Weiterentwicklung auf Basis des Solowjow D-30 durchsetzte. Nachdem die Flugerprobung der MiG 1.44 aufgegeben wurde, stellt man auch die Arbeiten an dem Triebwerk zunächst ein. Im Zuge des PAK-FA-Programms wählte man das AL-41F erneut aus und plante, dieses bei den Serienmaschinen zu verbauen. Allerdings wurden auch die Pläne aufgrund von technischen Problemen aufgegeben.
Über die technischen Daten des AL-41F ist nur recht wenig bekannt. Die maximale Schubkraft mit Nachverbrennung beträgt ca. 175 kN, wobei das Schub-Gewicht-Verhältnis bei 11:1 liegen soll. Laut dem Magazin „Jane's Defence Weekly“ soll das AL-41F dem YF120 von General Electric nachempfunden sein, welches im Rahmen des „ATF-Programms“ der US Air Force entwickelt worden ist.